# 卡西乌斯·狄奥
卡西乌斯·狄奥（拉丁語：Cassius Dio，150年—235年），古罗马政治家与历史学家。著有从公元前8世纪中期罗马王政时代到公元3世纪早期罗马帝国的历史著作。出身于贵族家庭，后参加政治事务，曾任执政官。他的著作现仅存残篇，风格模仿修昔底德，内容质朴詳实，为后世提供了极为重要的参考资料。

## 扩展阅读
- Alain Gowing, "Dio's Name （页面存档备份，存于）". Classical Philology,Vol. 85, No. 1 (Jan., 1990), pp. 49–54.  JSTOR link.
- Millar, Fergus. . Oxford University Press. 1964: 250. ISBN 0-19-814336-2.
- Peck, Harry Thurston. . Harper & Brothers. 1897: 1687. ASIN B000K28KCI.